# Coardă (geometrie)

Segmentul roșu BX este o coardă (dar la fel este și diametrul AB).

În geometrie, coarda este acel segment de dreaptă care unește două puncte ale unei curbe sau extremitățile unui arc de cerc. 
În trecut, coardele au fost folosite pentru dezvoltarea altor funcții trigonometrice. Funcția coardă se calculează prin relația:
{\displaystyle \mathrm {crd} \ \theta =2r\sin \left({\frac {\theta }{2}}\right)}

## În trigonometrie
În trigonometrie lungimea coardei geometrice se poate calcula în funcție de raza cercului și funcția trigonometrică coardă a unghiului opus coardei geometrice.
Folosind teorema lui Ptolemeu se pot demonstra formule pentru coarda sumei și diferenței de arce ca și pentru arcul dublu, folosite de Ptolemeu pentru alcătuirea unor tabele de valori ale coardelor asociate unghiurilor. El a continuat munca lui Hiparh și Aristarh.
Folosind un cerc cu raza unitate pentru definirea coardei trigonometrice, se poate modifica formula de mai sus cu includerea teoremei lui Pitagora pentru indicarea legăturii cu sinusul semiunghiului opus coardei:
{\displaystyle \mathrm {crd} \ \theta ={\sqrt {(1-\cos \theta )^{2}+\sin ^{2}\theta }}={\sqrt {2-2\cos \theta }}=2\sin \left({\frac {\theta }{2}}\right).}
Denumirea funcției sinus are originea în traducerea (cu erori pe filieră arabă a cuvântului sanscrit pentru semi-coardă) de Gerardo din Cremona pe la anul 1150, iar prescurtarea sin este datorată lui Pierre Herigonne.